# Степеневий розподіл

Приклад графіку степеневого розподілу, який використовується для демонстрації ранжування по популярності. Праворуч довгий хвіст, ліворуч невелика група тих, що домінують (дивіться Принцип 80-20).

В статистиці степеневий розподіл (англ. power law) — це така функціональна залежність між двома величинами, при котрій відносна зміна однієї величини призводить до пропорційної відносної зміни іншої величини, незалежно від початкових значень цих величин: залежність однієї величини від іншої являє собою степеневу функцію. Наприклад, площа квадрата має степеневу залежність від довжини його сторони: якщо довжина буде збільшена удвічі, то площа збільшиться вчетверо.

## Приклади з практики
В багатьох фізичних, біологічних та штучних явищах спостерігаються розподіли, відповідні степеневому закону в різних масштабах: наприклад, розміри місячних кратерів і сонячних спалахів, закономірності харчування різних видів, активність популяцій нейронів, частота вживання слів в більшості мов, розповсюдженість прізвищ, кількість видів в кладах організмів, масштаби аварій в енергосистемах, число карних звинувачень на одного злочинця, кількість вивержень вулканів, людські оцінки інтенсивності стимулів і багато інших величин. Емпіричні розподіли можуть відповідати степеневому закону на всьому діапазоні своїх значень, або, наприклад, в хвості. Затухання звукових коливань проходить за степеневим законом у широких смугах частот у багатьох складних середовищах. Аллометричні закономірності для відношень між біологічними змінними є одними з самих відомих прикладів степеневих законів в природі.

## Властивості

### Масштабна інваріантність
Для степеневого закону характерна масштабна інваріантність. Якщо виконується {\displaystyle f(x)=ax^{-k}}, то масштабування аргументу {\displaystyle x} на постійний коефіцієнт {\displaystyle c} призведе до пропорційного масштабування самої функції. Тобто:
{\displaystyle f(cx)=a(cx)^{-k}=c^{-k}f(x)\propto f(x),\!}
де {\displaystyle \propto } означає пряму пропорційність. Іншими словами, Множення аргументу на сталу величину {\displaystyle c} призводить просто до множення значень функції на сталу величину {\displaystyle c^{-k}}. Таким чином, всі степеневі закони з заданим показником ступеню еквівалентні з точністю до множення на константу, оскільки всі вони являють собою лише масштабування версії один одного. Це породжує лінійну залежність між логарифмами величин {\displaystyle f(x)} та {\displaystyle x}, і пряму лінію на графіку у подвійному логарифмічному масштабі (log–log), яку часто вважають характерною ознакою степеневого закону. В реальних даних ця ознака є необхідною, але не достатньою, щоб зробити висновок щодо наявності степеневого закону. Існує багато способів згенерувати скінченні об'єми даних, що імітують відповідність степеневому закону, але відхиляються від нього в асимптотичній межі (наприклад, якщо процес генерації даних підпорядковується логнормальному розподілу). Перевірка моделей на відповідність степеневому закону є актуальною областю досліджень в статистиці, див. нижче.

### Відсутність строго визначеного середнього значення
Степеневий закон {\displaystyle x^{-k}} має строго визначене середнє значення при {\displaystyle x\in [1,\infty )}, тільки якщо {\displaystyle k>2}, і має скінченну дисперсію, тільки якщо {\displaystyle k>3}. Для більшості відомих степеневих законів в природі значення показника ступеню такі, що середнє значення є строго визначеним, а дисперсія ні, тому для них існує можливість виникнення подій типу «чорний лебідь». Це можна показати на прикладі наступного уявного експерименту: уявіть себе в кімнаті з друзями і оцініть середньомісячний прибуток у цій кімнаті. Тепер уявіть, що в цю кімнату увійшла сама заможна людина у світі з місячним прибутком близько 1 мільярда US$. Як зміниться значення середньомісячного доходу в кімнаті? Розподіл доходів підпорядковується степеневому закону, відомому як розподіл Парето (наприклад, капітали американців, розподіленні за степеневим законом з показником ступеню 2).
З одного боку, це не дозволяє коректно застосовувати традиційну статистику, засновану на дисперсії і середньоквадратичному відхиленні (наприклад, регресійний аналіз). З іншого, це дозволяє здійснювати ефективне за витратами втручання. Наприклад, нехай шкідливі викиди автомобілів розподіленні по степеневому закону серед автомобілів (тобто більшість забруднень здійснюється дуже невеликим числом автомобілів). Тоді буде достатньо прибрати з доріг цю невелику кількість автомобілів, щоб суттєво знизити цю кількість викидів.
Медіана існує: для степеневого закону x –k с показником ступеню {\displaystyle k>1} вона приймає значення 21/(k — 1)xmin, де xmin — це мінімальне значення, для якого виконується степеневий закон.

### Універсальність
Еквівалентність степеневого розподілу з особливою масштабною експонентою може скоріше мати пояснення в теорії динамічних процесів, ніж виводитися з відношень степеневого розподілу. У фізиці, наприклад, фазовий перехід в термодинамічних системах асоціюється з появою степеневого розподілу деяких величин, експоненти відносяться до критичних індексів системи. Різні системи з однаковими критичними індексами — це ті, що демонструють ідентичну поведінку при наближенні до критичного значення — може буди продемонстрована за допомогою теорії ренормалізаційних груп, поділяти однакову фундаментальну динаміку. Наприклад, поведінка води та CO2 в їх точках кипіння потрапляє в однакові класи універсальності, тому, що вони мають однакові критичні індекси.[джерело?][прояснити] По факту, майже вся суть фазових переходів описана невеличкою множиною класів універсальності. Подібні спостереження були зроблені, хоча й не так всеосяжно, для різних самоорганізованих критичних систем, де критичні точки систем — це атрактор. Формально, цей динамічний обмін відноситься до універсальності, і системи з точно такими ж критичними індексами називаються тими, що належать класу універсальності.

## Функції степеневого розподілу
Науковий інтерес до відношень степеневого розподілу частково випливає з легкості, з якою деякі поширені класи механізмів їх породжують. Наявність степеневого розподілу на деяких даних може вказати на специфіку поведінки механізмів, які можуть лежати в основі природного феномену в цьому питанні, та може визначати глибокі зв'язки з іншими, здавалося ніяк не пов'язаними, системами; див. також універсальність вище. Поширеність степеневого розподілу в фізиці частково походить з обмежень на розмірності, у той час як в складних системах, степеневий розподіл несе відбиток ієрархій або специфічних випадкових процесів. У доволі рідких випадках степеневий розподіл є розподілом Парето, структурною подібністю фракталів або законів масштабування в біологічних системах. Пошук причин виникнення степеневого розподілу та зусилля по його виявленню та доведенню їх в реальному житті є актуальною темою у багатьох галузях науки, включаючи фізику, комп'ютерні науки, мовознавство, геофізику, нейронауку та інші.
Однак, найбільший інтерес до степеневого розподілу походить з розподілу ймовірностей: розподіл великої кількості різноманітних величин здається виводиться з формул степеневого розподілу, принаймні в верхній частині(значні події). Поведінка цих значних подій прив'язує ці величини до вивчення теорії екстремальних значень, яка розглядає частоти вкрай рідкісних подій як біржовий крах та великі стихійні лиха. Це головним чином вивчення статистичних процесів, названих «степеневим розподілом».
В емпіричному контексті, апроксимація в степеневому розподілі {\displaystyle o(x^{k})} зазвичай включає відхилення моменту {\displaystyle \varepsilon }, яка може представлятися невизначеністю в спостережених даних (можливість виміру або помилки вибірки) або прокладає простий шлях до спостереження відхилень з функцією степеневого розподілу (можливо для випадкових процесів):
{\displaystyle y=ax^{k}+\varepsilon .\!}
Математично, строгий степеневий розподіл не може бути розподілом ймовірностей, але розподіл представлений усіченою степеневою функцією можливий: {\displaystyle p(x)=Cx^{-\alpha }} for {\displaystyle x>x_{\text{min}}} де експонента {\displaystyle \alpha } більше ніж 1, мінімальне значення {\displaystyle x_{\text{min}}} потребує іншого розподілу, що має нескінченну площу x наближаючись до 0, та константа C — це вимірювальний фактор для забезпечення того, що вся площа буде рівнятися 1, як необхідна умова розподілу ймовірностей. Частіше використовується асимптотичний степеневий розподіл — який вірний тільки в межі; дивіться розподіл ймовірностей степеневого розподілу для більших деталей. Типова експонента спадає в межах {\displaystyle 2<\alpha <3}, хоча не завжди.